# Рудник Гомстед-Туарт
Рудник Гомстед-Туарт (Homestead-Tuart) – гірничодобувний майданчик на заході Австралії, одна з копалень на рудному полі Блек-Флег.
Вперше золото на рудному полі Блек-Флег виявили у 1893 році. Починаючи з 1895-го роботи тут вели численні компанії, що використовували як відкритий, так в підземний спосіб розробки. Втім, зруднення було уривчастим і вже на початку 1900-х цей район закинули. Удруге увагу на нього звернули в 1980-х роках, що вилилось в діяльність численних рудників, найбільшими з яких були Прінс-оф-Уельс, Леді-Баунтіфул та Голден-Кілометр, розташовані в північній та центральній частинах рудного поля. Втім, і південь Блек-Флег виявився покритим дрібними кар’єрами, зокрема, Квартерс (Quarters), Туар та Гомстед.
В 2010-х за розробку південної частини рудного поля Блек-Флег узялась компанія Norton Gold Fields, головним (а з 2015-го – єдиним) акціонером якої є китайська Zijin Mining Group Company Limited. В квітні 2009-го вона почала спорудження підземного рудника, який отримав подвійний похилий тунель завдовжки 1,3 кілометра, що починається через портал в існуючому кар’єрі Квартерс та прямує до нижньої частини рудного тіла Гомстед, де переходить у класичний спіральний транспортний ухил. За потреби за допомогою цього ж тунелю було можливо працювати і з рудним тілом Туарт (знаходиться за три сотні метрів від траси тунелю).
Видобуток руди почався не пізніше 2010 року і станом на кінець січня 2015-го звідси отримали 7,5 тонни золота (з них 1,8 тонни отримали у 2014 календарному році). Водночас придатні для підземної розробки залишкові запаси на кінець 2014-го оцінювались у 0,22 млн тонн руди та 1,4 тонни золота (плюс ресурси категорій виміряні та показані у 0,32 млн тонн руди та 4,2 тонни золота). За 2017 календарний рік підземний рудник видав 0,25 млн тонн руди та припинив роботу у вересні того ж року.
Станом на кінець 2014-го також рахувались запаси у 1,7 млн тонн руди та 2,9 тонни золота, які було можливо вилучити відкритим способом з рудного тіла Туарт (плюс ресурси зазначених категорій у 3,44 млн тонн руди та 5,7 тонн золота). Втім, у підсумку вирішили продовжити підземну розробку і в 2021-му підземний рудник на Туарт почав роботу.
Руду віправляють на переробку на фабрику з вилучення золота Паддінгтон, що стала центральною для групи копалень (окрім Гомстед-Туарт також включала рудники Навахо-Чіф, Джанет-Іві,  Ентерпрайз, Голден-Сітіс, Валдон).